# Bernard Gutiérrez
Bernard Osvaldo Gutiérrez Sanz (Cochabamba, 8 de enero de 1972) es un abogado, consultor y analista político boliviano. Desempeñó el cargo de senador, y luego diputado en la Asamblea Legislativa Plurinacional de Bolivia representando al Departamento de Cochabamba, entre 2010 y 2020. 
Profesor de Derecho y Análisis Económico. 

## Biografía
Es Licenciado en Ciencias Jurídicas y Políticas por la Universidad Mayor de San Simón, Abogado especialista en Derecho Civil y Constitucional, máster en Administración de Empresas (MBA) por la Escuela Europea de Negocios, titulado por excelencia académica. Es máster en Creación Literaria por la Universidad de Salamanca, España, titulado con honores. Es graduado del Programa Académico de Innovación en Liderazgo y Gobierno (Políticas Públicas) en Georgetown University, Washington D. C. Estados Unidos. También es titulado del Programa de Estrategia y Experiencia Política y Diplomática en el Desarrollo Económico impartido en Corea del Sur bajo tuición de KOIKA.
Ha presidido el Comité de Relaciones Económicas Internacionales; ha sido Vicepresidente de la Cámara de Senadores en la gestión 2013, ha presidido tres años consecutivos entre año 2010 y 2013, el Comité de Sistema Electoral, Derechos Humanos y Equidad Social del Senado y ha formado parte durante el mismo periodo de la Comisión de Constitución, Sistema Electoral y Derechos Humanos.
Ha representado a Bolivia en el Parlamento Latinoamericano (Parlatino) durante las gestiones 2010, 2011 y 2012, 2014 habiendo sido miembro de la Comisión de Educación Ciencia y Tecnología de esa instancia multilateral.
En la actualidad, ejerce la abogacía y es socio de la consultora política internacional Prediction Point. También está dedicado a la literatura, la pintura y otras formas de expresión.

## Actividad profesional y académica
Se ha desempeñado profesionalmente en el ejercicio privado de la abogacía y ha sido Asesor General de la Prefectura del Departamento de Cochabamba, el año 2008.
Ha ejercido la cátedra universitaria como profesor de Derecho Romano, Derecho Procesal Civil y Métodos Alternativos de Resolución de Controversias, Arbitraje, Conciliación y Negociación, habiendo participado en diversos eventos académicos como disertante, expositor y conferencista. Es docente de postgrado en la Materia de Análisis Económico, de la Escuela Europea de Negocios, sedes La Paz y Cochabamba. Es director del Centro de Pensamiento y Formación NUEVO TIEMPO, con sede central en la ciudad de Cochabamba.

## Medios de comunicación
Entre el año 2005 y 2007 estuvo a cargo de programas televisivos como director y conductor de “Nuestro Derecho” y “Contrapesos”, ambos emitidos a nivel nacional por la Red PAT. “Contrapesos” fue una iniciativa innovadora habiendo logrado alcanzar elevados niveles de audiencia por su formato de análisis político con entrevistas.
Dirige y conduce los programas para internet y redes sociales denominado “Diálogos de Nuevo Tiempo”, que se emiten por YouTube y el podcast Libsyn.com